# 兩西西里的法蘭西斯科
兩西西里的法蘭西斯科（義大利語：Francesco di Borbone-Due Sicilie，1827年8月13日—1892年9月24日）是波旁-兩西西里王朝中的一名成员。他的头衔是特拉帕尼伯爵，是兩西西里國王法蘭西斯科一世的幼子。

## 生平
法蘭西斯科出生于那不勒斯，他是兩西西里國王法蘭西斯科一世的幼子，他的生母是法蘭西斯科一世的第二任妻子波旁的瑪麗亞·伊莎貝爾。他被封为特拉帕尼伯爵。他父亲逝世，他的哥哥费迪南多二世登基时他才3岁。作为一个大家庭里的幼子，他的生活安排是入教会，因此他被安排在罗马耶稣会中上学。1844年他的伯伯法国国王路易-菲利普一世提议他和西班牙女王伊莎贝尔二世结婚，中断了他的教士生涯。伊莎贝尔比他小3岁，是他的表妹和侄女。法国驻罗马教廷的大使当时遇见特拉帕尼伯爵后描述他为“非常丑陋，矮个子，看上去像有病，他的眼神里毫无智慧；我回忆到我在西班牙是看到伊莎贝尔女王的健康情况（她当时患急性豆症），我不得不想至少在体格方面他们应该选个好些的。
特拉帕尼伯爵由于是否向伊莎贝尔二世求婚。他的一名哥哥拉奎拉伯爵和他的忏悔神父属于那不勒斯亲奥地利派的，他坚决反对这门亲事，认为法蘭西斯科只会成为路易-菲利普一世的棋子，而且伊莎贝尔二世无法生子。1845年6月17日波旁-兩西西里王朝召开家族回忆，法蘭西斯科在他哥哥费迪南多二世、他的母亲和法国大使的压力下同意与伊莎贝尔二世结婚。但是他无法向女王求婚，女王要向他提供这个机会。西班牙首相拉蒙·马里亚·纳瓦埃斯和西班牙王后，法蘭西斯科的姐姐两西西里的玛丽亚·克里斯蒂娜也赞成他作为候选人。但是纳瓦埃斯政府1846年倒台后玛丽亚·克里斯蒂娜缺乏支持者，她在征得路易-菲利普一世的同意下最后选择她的侄女加的斯公爵弗朗西斯科作为自己女儿的丈夫。
4年后，1850年4月10日法蘭西斯科与他的另一名侄女托斯卡納大公利奧波多二世与他的妻子兩西西里的瑪麗亞·安東妮亞的女儿瑪麗亞·伊莎貝拉结婚。在托斯卡納两人的婚礼遭到反对因为当地人不喜欢那不勒斯的波旁王朝。
尽管家庭内部的明争暗斗他对他的兄长费迪南多二世忠诚。因为他从不向费迪南多二世情愿因此费迪南多二世很喜欢他。和他的两个哥哥兩西西里的利奧波多和兩西西里的路易吉一样他喜欢妓女，但是不像他们那样他没有介入丑闻。1859年5月22日费迪南多二世逝世时法蘭西斯科被授予军权。他侄子弗朗切斯科二世掌权时期他因为缺乏政治经验在这个关键时刻没有能够帮多少忙防止两西西里王国的覆灭。
1861年千人远征导致兩西西里王國覆灭，王朝的家族逃难。法蘭西斯科一家逃到罗马，在那里他们受到教皇庇護九世的保护。但是1870年维托里奥·埃马努埃莱二世入侵教宗国，法蘭西斯科一家逃亡法国。1892年他在巴黎逝世。

## 家庭
1850年，法蘭西斯科與托斯卡納大公利奧波多二世的女兒瑪麗亞·伊莎貝拉結婚。瑪麗亞·伊莎貝拉的母親是法蘭西斯科的姐姐，因此她是法蘭西斯科的外甥女。兩人共有2子4女：
1. 瑪麗亞·安東妮埃塔（1851年—1938年），卡塞塔伯爵夫人
2. 利奧波多（1853年—1870年），早逝
3. 瑪麗亞·特蕾莎（1855年—1856年），夭折
4. 瑪麗亞·卡羅琳娜（英语：Princess Maria Carolina of Bourbon-Two Sicilies (1856–1941)）（1856年—1941年）
5. 費迪南多（1857年—1859年），夭折
6. 瑪麗亞·安農齊亞塔（1858年—1873年），早逝

## 荣誉
- 圣亚努阿留斯勋章（1830年获得）
- 金羊毛勋章（1830年获得）
- 查理三世勋章
- 大十字圣费迪南德和功勋勋章
- 玛丽亚·特蕾莎军事勋章（1861年获得）
- 大十字圣约瑟夫勋章
- 塔劍大十字勳章